# Anton Kosmač
Anton Kosmač, född 14 december 1976, är en slovensk maratonlöpare.
Kosmač tävlade för Slovenien vid olympiska sommarspelen 2016 i Rio de Janeiro, där han slutade på 117:e plats i maratonloppet.

## Personliga rekord
Utomhus
- 1 500 meter – 4.07,95 (Velenje, 28 juni 2011)[3]
- 3 000 meter – 8.32,91 (Celje, 10 juni 2007)[3]
- 5 000 meter – 14.44,59 (Celje, 11 juni 2011)[3]
- 10 000 meter – 31.09,76 (Postojna, 6 maj 2012)[3]
- 10 km landsväg – 29.37 (Slovenj Gradec, 17 oktober 2010)[3]
- Halvmaraton – 1:04.57 (Ljubljana, 24 oktober 2010)[3]
- Maraton – 2:16.23 (Milano, 10 april 2011)[3]